# Биатлон
Биатлон (от гръцки – „двубой“) е вид зимен спорт, съчетаващ ски бягане със стрелба.

## История
Първото писмено регистрирано състезание по биатлон е организирано през 1767 г. близо до границата на Норвегия и Швеция. През годините набира популярност като упражнение за военни. През 1861 г. е основан първият ски-клуб в Норвегия. По статистика от 1919 г. средно около 2000 души участват в състезания по биатлон във Финландия годишно. През 1930 г. финландската армия на ски с пушки изтласква руската армия от границата си при съотношение на войските 10:1 за Русия. 
Биатлонът е демонстриран на олимпиадите през 1924, 1928, 1936 и 1948 г. През 1948 г. е учредена Международната федерация по модерен пентатлон и биатлон. През 1954 г. е одобрен от МОК, а на среща на МОК в София през 1957 г. индивидуалният старт е предложен за влизане в олимпийската програма. 
През 1958 г. се провежда първото световно първенство по биатлон в Заалфелден, Австрия. На него се провежда единствено индивидуален старт на 20 km. при мъжете с 4 стрелби с по 5 изстрела, на разстояние 100 m (положение прав) и 150 m, 200 m и 250 m (положение легнал). По-късно разстоянието е стандартизирано на 150 m за всички стрелби. Всяка грешка тогава се наказва с 2 минути допълнително време. 
През 1958 г. МОК одобрява влизането на индивидуалния старт в програмата. От Игрите през 1960 г. в Скуо Вали биатлонът е включен в програмата на зимните олимпийски игри. Там се провежда единствено индивидуален старт на мъжете. Първи олимпийски шампион е шведът Клас Лестандер на Игрите в Скуо Вали 1960. На Олимпиадата в Гренобъл през 1968 г. се провежда първата щафета.  Към 1972 г. повечето биатлонисти са войници, митничари и полицаи. Тогава всеки отбор стреля със собствени патрони, например германският с натовски патрони с калибър 7,62. 
На 12-ите зимни олимпийски игри в Инсбрук през 1976 година България за първи път участва с представители в биатлона. Това са Илия Тодоров и Христо Маджаров.
През 1978 г. за първи път се провежда световна купа от 5 състезания и разстоянието до мишените е скъсено на 50 m. Спринтът влиза в олимпийската програма през 1980 г. През 1982 г. е организирано европейско първенство за жени, а Световно първенство за жени се провежда през 1984 г. в Шамони, Франция. От 1989 г. световните първенства за мъже и жени са обединени, а през 1992 г. жените дебютират на Олимпийските игри в Албервил. 
От 1993 година всички главни състезания и световното първенство преминават под егидата на Международния съюз по биатлон (IBU) (на английски: International Biathlon Union). От 1996 г. се провеждат летни световни първенства по биатлон. През 1997 г. преследването е включено в програмата на световната купа и световните първенства, а през 1998 г. – също и масовият старт. Преследването е прието в олимпийската програма през 1999 г. и се провежда за първи път в Солт Лейк Сити през 2002 г. 
От олимпиадата в Торино през 2006 г. в програмата на олимпийските игри е и масовият старт. В началото на XXI век 57 страни членуват в IBU, в световната купа от девет състезания участват над 30 страни, a над 40 участват на световни първенства и олимпийски игри. 

## Разпространение и популярност
Биатлонът е популярен преди всичко в страните от Северна, Централна и Източна Европа, в това число и в България. Най-успешни страни за цялата история на биатлона са Германия, Норвегия, Русия, Франция и Швеция. Частично разпространение има и в Япония, Китай и Съединените щати.
През 1972 г. в Съветския съюз има 10 000 биатлонисти, в Германската демократична република – няколкостотин, а в Германия – 25.

## Правила, тренировки
Състезателите по биатлон тренират за 2 дисциплини – стрелба и ски бягане. Най-добрите биатлонисти тренират около 13 пъти седмично по 2,5 часа. Тренировките могат да са само по стрелба или само по ски бягане, но по-често състезателите тренират комбинирано. Въпреки че най-дългата дистанция е 15 km. за жените и 20 km. за мъжете, състезателите бягат до 35 km. по време на тренировка. Както ски бягането и биатлонът изисква всестранно развити физически състезатели с голяма издръжливост. Важен при стрелбата е контролът на дишането.

### Ски бягане
В биатлона са разрешени всички техники на ски бягане. На практика всички съвременни биатлонисти използват т. нар. кънковиден стил.
Минималната дължина на ските зависи от ръста на състезателите – не са разрешени ски, по-къси с 4 cm от ръста на състезателя. Максималната дължина не е ограничена. Минималната ширина на ските е 40 mm, максималната не е ограничена. Минималното тегло е 750 грама без автоматите. 2-те ски трябва да са еднакви.
Дължината на щеките не трябва да превишава височината на състезателя. Не са разрешени щеки с променлива дължина и устройства, усилващи оттласкването, като например пружини. Разрешено е да се използват 2 различни щеки. 
През сезон 2011/12 максималната средна скорост на ски бягането при мъжете е 25,87 km/h, а при жените – 23,01 km/h.

### Стрелба
За стрелбата се използват винтовки с минимално тегло 3,5 кг (включително мунициите). По време на състезанието пушките трябва да се носят от състезателя. Забранено е автоматично и полуавтоматично оръжие. Презареждането и изпразването на оръжието трябва да е ръчно. Има строги изисквания за геометрията и конструкцията на оръжието, които се проверяват преди всяко състезание.
При натискане на спусъка пръстът на състезателя трябва да преодолява усилие от минимум 500 г. Забранени са всякакви оптични мерници и приспособления за оптично увеличение, включително контактни лещи. Калибърът е 5,6 mm или .22" (до 1977 е използван калибър 7,62 mm), а скоростта на куршума не трябва да е по-голяма от 320 m/s. Отделните пълнители могат да съдържат максимум 5 патрона, като при щафета е разрешено да се носят допълнителни патрони в отделен пълнител или специално устройство за целта.
На стрелбището разстоянието до мишените е 50 метра (до 1977 г. 100 m). Диаметърът на мишената при стрелба прав е 115 mm, а при легнало положение – 45 mm. Мишените традиционно са 5 в черен цвят, като при улучването им се затварят от бял клапан, което позволява на публиката да следи стрелбата. Във всички видове състезания, без щафетата, на стрелбището спортистът разполага с 5 патрона за всяка отделна стрелба, като и 5-те могат да са в общ пълнител. При щафета могат да се използват до 3 допълнителни патрона, като всеки от тях се зарежда поединично.
Докато времето за стрелба в началото на 1990-те години е 45 – 50 секунди, през 2010 година спортистите изстрелват 5-те куршума за 25 – 30 секунди, като най-добрите състезатели успяват да го направят за 22 сек.

## Състезателни дисциплини

### Индивидуален старт
Дистанцията е 20 km за мъже и 15 km за жени. Състезателите правят 5 обиколки по трасето, като стрелят 4 пъти – първата и третата стрелба са в положение легнал, втората и четвъртата – в положение прав. Състезателите стартират на равни интервали от по 30 секунди. Всяка грешка в стрелбата се наказва с 1 наказателна минута, която се добавя към времето на състезателя. Победител е състезателят с най-добро време. Това е най-старата дисциплина в съвременния биатлон.

### Спринт
Дистанцията е 10 km за мъже и 7,5 km за жени. Състезателите стартират на равни интервали от по 30 секунди, но има само 2 стрелби – първата в положение легнал, а втората – в положение прав. За всяка грешка в стрелбата се пробягват допълнителни 150 м в специално обозначена за целта обиколка извън основната писта. Победител е състезателят с най-добро време.

### Преследване
Дистанцията е 12,5 km за мъже и 10 km за жени. Състезателите стартират по реда и с разликите във времето от крайното класиране на спринт или индивидуален старт, проведен в предишен ден в рамките на същото състезание. Ако квалификационната дисциплина е индивидуален старт, разликите се делят наполовина. Стартират първите 60 в класирането от предишната дисциплина. Наказанието за всеки пропуснат изстрел е 1 допълнителна обиколка от 150 m. Победител е този, който пристигне първи на финала.

### Масов старт
Дистанцията е 15 km за мъже и 12,5 km за жени. Това е най-новата индивидуална дисциплина. Право на старт имат 30-те най-добри биатлонисти за сезона или за момента в зависимост от точките им за световната купа. На световни първенства и олимпийски игри стартовият списък се определя по сложни правила, отчитащи както временното класиране за световната купа, така и класирането за текущото първенство.
Всички състезатели стартират заедно. Провеждат се 4 стрелби – първите 2 в положение легнал, след това 2 в положение прав. За всеки сгрешен изстрел се бяга наказателна обиколка от 150 m. Провежда се за пръв път през 1997 г. на състезанията за световната купа в Новосибирск. В програмата на световните първенства масовият старт е въведен през 1999 в Холменколен, а на олимпийски игри – през 2006 в Торино.

### Щафета
Дистанцията е 4 x 7,5 km за мъже и 4 x 6 km за жени. Отборно състезание, при което 4 състезатели от държава се движат по трасе от 2,5 / 2 km с 2 стрелби. След изминаването на дистанцията от състезател стартира друг състезател от същия отбор. Предаването на щафетата се извършва чрез докосване на съотборника. В тази дисциплина при всяка стрелба трябва да бъдат свалени 5 мишени с 5 патрона в пълнител плюс 3 допълнителни патрона, зареждани поединично. Наказанието за всяка пропусната мишена след изстрелването на всичките 5+3 патрона е допълнителна обиколка от 150 m. Победител е този отбор, чийто последен пост пристигне първи на финала.

### Смесена щафета
Най-новата дисциплина. Отборно състезание в което участват 2 жени на първите 2 поста по 6 km и 2 мъже на последните 2 по 7,5 km. Във всяко друго отношение правилата са същите, както и при обикновената щафета – по 2 стрелби на пост – от положение легнал и прав с по 3 допълнителни патрона, и наказателна обиколка от 150 m за пропусната мишена. За пръв път смесена щафета е проведена през сезон 2002/2003 в Руполдинг, като тогава дистанцията е 4 x 4,8 km. Първата смесена щафета на световен шампионат е на 2005 в Ханти-Мансийск.

### Отборно състезание
От 2004 не се използва в международни състезания. За всеки отбор стартират по 4 състезатели, но за разлика от щафетата всички стартират едновременно. Извършват се 4 стрелби – първите 2 от положение легнал, последните 2 от положение прав, като на всяка стрелят по 2 състезатели от отбор. В случай на пропуск наказателните обиколки се изпълняват или от състезателите, които не стрелят, или от целия отбор в зависимост от правилата за конкретното състезание.